# Hypogonadotropism
Hypogonadotropism är ett endokrint tillstånd av för låga nivåer gonadotropiner, frisättningshormoner som styr utsöndringen av flera könshormoner.
Gonadotropiner innefattar hormonerna luteiniserande hormon och follikelstimulerande hormon samt prolaktin, vilka bildas i hypofysen. Hypogonadotropism kan alltså påträffas vid, eller definieras som, hypofyssvikt (men kan också påträffas vid sviktande hypotalamus som utsöndrar gonadotropinfrisättande hormon). Det förekommer följaktligen vid Kallmanns syndrom. Eftersom gonadotropinerna leder till utsöndring av könshormoner, leder tillståndet till hypogonadism, det vill säga att könskörtlarnas funktion är nedsatt. En konsekvens av detta är infertilitet, med azoospermi för män och amenorré för kvinnor. Det kan också påträffas vid för tidig pubertet och hyperprolaktinemi. Hypotyreos kan sekundärt ge upphov tillståndet. Nedsatt könskörtelfunktion av denna orsak kallas hypogonadotropisk hypogonadism, och kan förutom av nämnda orsaker uppkomma sekundärt till fetma.